# Русофилство
 Тази статия е за хора и общности.  За българското неправителствено сдружение вижте Национално движение „Русофили“.  
Русофилството (от русо, т.е. „руско“ и на старогръцки: φιλέω – обичам) е обич към Русия, руския народ, руската култура, история, бит и традиции. Корените на русофилството са свързани с православните традиции и славянофилството. Събирателният митологичен образ на освободителката Русия в колективното съзнание на българския народ под османска власт през Възраждането е „дядо Иван“.

## Русофилство в България
Русофилството възниква в българските земи под османско владичество. Тогава то е свързано с надеждите на българския народ да се освободи от османско иго с помощта на Руската империя.
Първата русофилска българска общност е Добродетелната дружина, организирана от български емигранти в Букурещ, през 1853 година. През 1867 г. Тодор Бурмов издава брошурата „Братско обяснение на българин към братята му българе“, в което пише:
| „                                                                   | Кои са русите и кои са българете? И едните и другите славене православни. Първите са народ велик и съставляват велико царство с най-добра будущност; а вторите бедни и презрени раи в Турската империя, обречени, без помощта на другите си братя, да работят като волове и занапред, като са работили досега, за натлъстяването на турските дебели вратове. Зле ли щяше да е за тези измъчени и унижени раи да станат изведнаж граждане на великата славенска империя? Но ще си изгубят българский язик? Ще бъде ли то съединено със загуба откъм развитието на българете, каквото кога би им ся наложил турскийт, гръцкий или други някой славенский язик? Рускийт днешен язик е старийт българский с едно малко изменение. Днес един русин по-лесно разбира старийт българский язик, отколкото един българин. Сегашнийт българский язик ся образува с помощта на рускийт, и който българин разумява добре литературнийт си българский язик, той разумява литературнийт руский язик. Може ли да ся рече, чи българете си изгубват язикът, ако го доближат до старийт си писмен и богат язик? | “ |
| из брошурата „Братско обяснение на българин към братята му българе“ | |   |

През 1877 г., по време на Освободителната война, Петко Славейков написва стихотворението „Вярата и надеждата на българина към Русия“, посветено на руския народ. През 1878 г. патриархът на българската литература Иван Вазов написва своята трета стихосбирка „Избавление“, част от която е стихотворението „Здравствуйте, братушки!“.
След Освобождението на България, продължител и изразител на русофилските идеи в страната става „Славянското дружество в България“, основано на 4 декември (21 ноември) 1899 г. в София. Председател става митрополит Климент (Васил Друмев), а съорганизатори и членове на дружеството са Илия Куртев, Игнатий Рилски, Костадин Апостолов и други възрожденски патриоти и родолюбци. Славянското дружество съществува и днес, като едно от най-старите дружества в България, със 115-годишна история и традиция.
Към 2015 г. в България съществуват около 180 русофилски организации. Една от най-активните сред тях е основаното през 2003 г. Национално движение „Русофили“ – то ежегодно провежда събор на русофилите в България през септември край язовир „Копринка“, който през 2015 г. събира над 12000 души.
Кандидатът за президент на България от АБВ Ивайло Калфин през 2016 г. заявява, че:
| „ | Русофилството е надпартийно и да си русофил означава да си българофил. Русофилството е вкоренено у нас от историята, културата, православието, славянските корени – много неща поддържат близостта между българския и руския народ. | “ |

В град Русе има вилна зона, наречена „Русофили“.

### Дядо Иван
В колективното съзнание на българския народ под османска власт възниква митологизиран образ на освободителката Русия, която българите наричат „дядо Иван“. Според Й. Трифонов (1908 г.), митичният образ на „дядо Иван“ произлиза от аналогии с Иван III или Иван IV. „История на България“ (1954 г.) свързва появяването на легендата за „дядо Иван“ с женитбата на Иван III за племенницата на последния византийски император – София Палеологина, през 1472 г. Чрез този брак Иван III формално получава правото да се възкачи на трона на вече несъществуващата Византийската империя, завладяна от турците през 1453 г. и моралното задължение да освободи балканските народи от турските нашественици.

### Братушки
Братушка е разговорно, гальовно и сърдечно название или обръщение към руски войник или изобщо към руснак. То получава широко разпространение в страната през Руско-турската война (1877 – 1878). Русофилите в България често приветстват гражданите на Русия и изобщо всички руснаци, като „братушки“ (братчета).

### Паметник на Съветската армия
През 1954 г. с пропагандна цел е построен паметник на  някои от участниците в деветосептемврийския преврат. Това става по заповед на тогавашния министър-председател, сталиниста Вълко Червенков.
На 12 декември 2023 г., след десетилетия спорове относно символиката на паметника и дали има място в София, се започва демонтаж и преместване по решение на Столичния общински съвет.

## Критика и научни оценки
След Освобождението опитите на Русия за намеса и контрол във вътрешната политика на Княжество България карат много хора да осъзнаят новата опасност за свободата и просперитета на младата държава. Те се обявяват против намесата на Русия във вътрешнополитическите въпроси на Княжеството и за по-голяма дистанцираност на външната политика.
През 2012 г. Иво Инджев (възпитаник на Московския държавен университет) нарича в блога си Русия „империя на злото“ и „държава лешояд“, и се изказва за нея по следния начин:
| „ | Няма съмнение, че във всичките ѝ форми на съществуване Русия е незаобиколим фактор и източник на тревоги точно както динозавър, който дори в предсмъртни гърчове създава проблеми с огромното си туловище. | “ |

В книгата си „Сблъсъкът на цивилизациите и преобразуването на световния ред“ американският професор Самюел Хънтингтън включва държавите като България, с преобладаващо православно изповедание, в т. нар. православна цивилизация. Според концепцията на Хънтингтън тези държави са априори в сферата на влияние на Русия. Според него религията е основната определяща характеристика на всяка цивилизация и тя е най-дълбокото различие, което може да съществува между хората. След Студената война е налице културно-религиозно и цивилизационно противопоставяне в Европа между Западната цивилизация, от една страна, и Православната и Ислямската цивилизация – от друга, като народите от Запада, като по-развити, се стремят към обща европейска икономика и утвърждаване на демокрацията. Православните и ислямските страни в Европа исторически принадлежат или на Османската империя или на Руската империя, изостанали са и е малко вероятно да развият стабилни демократични системи.
В тази връзка американският учен подчертава, че „Европейската общност трябва да се изгражда върху основите на европейската култура и западното християнство“. Хънтингтън прави и конкретни, имащи характер на препоръки, изводи за интересите на САЩ и ЕС. От тези препоръки се вижда, че Балканите трябва да бъдат изключени от процесите на интеграция в Европейския съюз, както и че Русия трябва да бъде призната като държава ядро на православието. Според други учени Русия и Балканските страни в исторически план са традиционно поле за изява на т. нар. византизъм, което ги сближава. Това социално-политическо явление е свързано с изявен автократизъм, непотизъм, корупция и бюрокрация при функциониране на държавните структури, които водят до объркана организация и работа на ведомствата, мудност на съдебните процедури, липса на ефективно правораздаване, както и наличието на интриги и политическа нестабилност в обществото.

### Антиевропеизъм и антиатлантизъм
След края на Студената война и приемането на държавите от бившия Източен блок в Европейския съюз и НАТО, русофилството започва да се използва от путинистка Русия като хибриден инструмент за влияние, целящ откъсване на тези държави, и в частност на България, от европейските и евроатлантическите институции, или – като минимум – дестабилизирането им. Крайната цел е те да бъдат върнати „в орбитата на Кремъл“. Фокусът на това русофилство, определяно също като „евразийство“, е конкретно руският политически модел от началото на XXI век – авторитарен, без силна опозиция, без свобода на словото, без върховенство на закона – като в същността си той представлява форма на антиевропеизъм и антиатлантизъм. Това води до т.нар. Втора студена война в която Русия твърди, че се противопоставя на агресивната политика на колективния Запад. Тази руска политика се изостря особено след нападението на Русия над Украйна през 2022 година, което е резултат на възприетия в страната агресивен външнополитически курс, наричан от някои наблюдатели рашизъм.